# 倉 (姓)
倉（そう）は、漢姓の一つ。

## 中国の姓
2020年の中華人民共和国の統計では人数順の上位100姓に入っておらず、台湾の2018年の統計では704番目に多い姓で、47人がいる。

## 朝鮮の姓
倉（そう、チャン、朝: 창）は、朝鮮人の姓の一つである。  

### 氏族
| 氏族（地域） | 創始者 | 人数（2015年） |
| ------------ | ------ | -------------- |
| 牙山倉氏     |        | 120            |
| 楊根倉氏     |        | 24             |
| 礪山倉氏     |        | 37             |

### 人口と割合
1930年度国勢調査の時初めて15世帯が登場した。その中11世帯がソウルと京畿楊平、2世帯が忠南牙山、忠清北道清州と江原道原州にそれぞれ1世帯ずつあった。
| 年度   | 人口  | 世帯数 | 順位         | 割合 |
| ------ | ----- | ------ | ------------ | ---- |
| 1930年 |       | 15世帯 |              |      |
| 1960年 | 56人  |        | 258姓中218位 |      |
| 1985年 | 258人 | 63世帯 | 274姓中199位 |      |
| 2000年 |       |        |              |      |
| 2015年 | 187人 |        |              |      |